# 糸魚川市教育委員会
糸魚川市教育委員会（いといがわしきょういくいいんかい）は、新潟県に位置する糸魚川市の組織。糸魚川市内の教育に関連した調査などを行う行政委員会である。

## 組織
- こども教育課
  - 庶務係
  - こども教育係
- こども課
  - 子育て支援係
  - 親子健康係
  - 管理係
- 生涯教育課
  - 生涯学習係
  - スポーツ振興係
  - 能生生涯学習係
  - 青海生涯学習係
  - 市民図書館
- 文化振興課
  - 文化行政係
  - 文化財係
  - 歴史民俗資料館
  - 長者ケ原考古館
  - 博物館（フォッサマグナミュージアム・青海自然史博物館）
  - 市民会館
- 理科教育センター[2]